# میتسوهیکو اوگاتا
میتسوهیکو اوگاتا (ژاپنی: 緒方 光彦؛ زادهٔ ۲۶ مارس ۱۹۶۹) یک بازیکن فوتبال اهل ژاپن است.
از باشگاه‌هایی که در آن بازی کرده‌است می‌توان به باشگاه فوتبال سانفریس هیروشیما اشاره کرد.